# Wladislaw Felizianowitsch Chodassewitsch

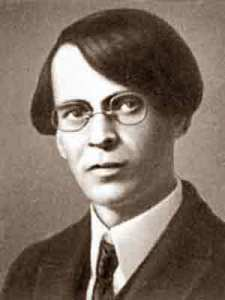
Wladislaw Chodassewitsch, um 1910

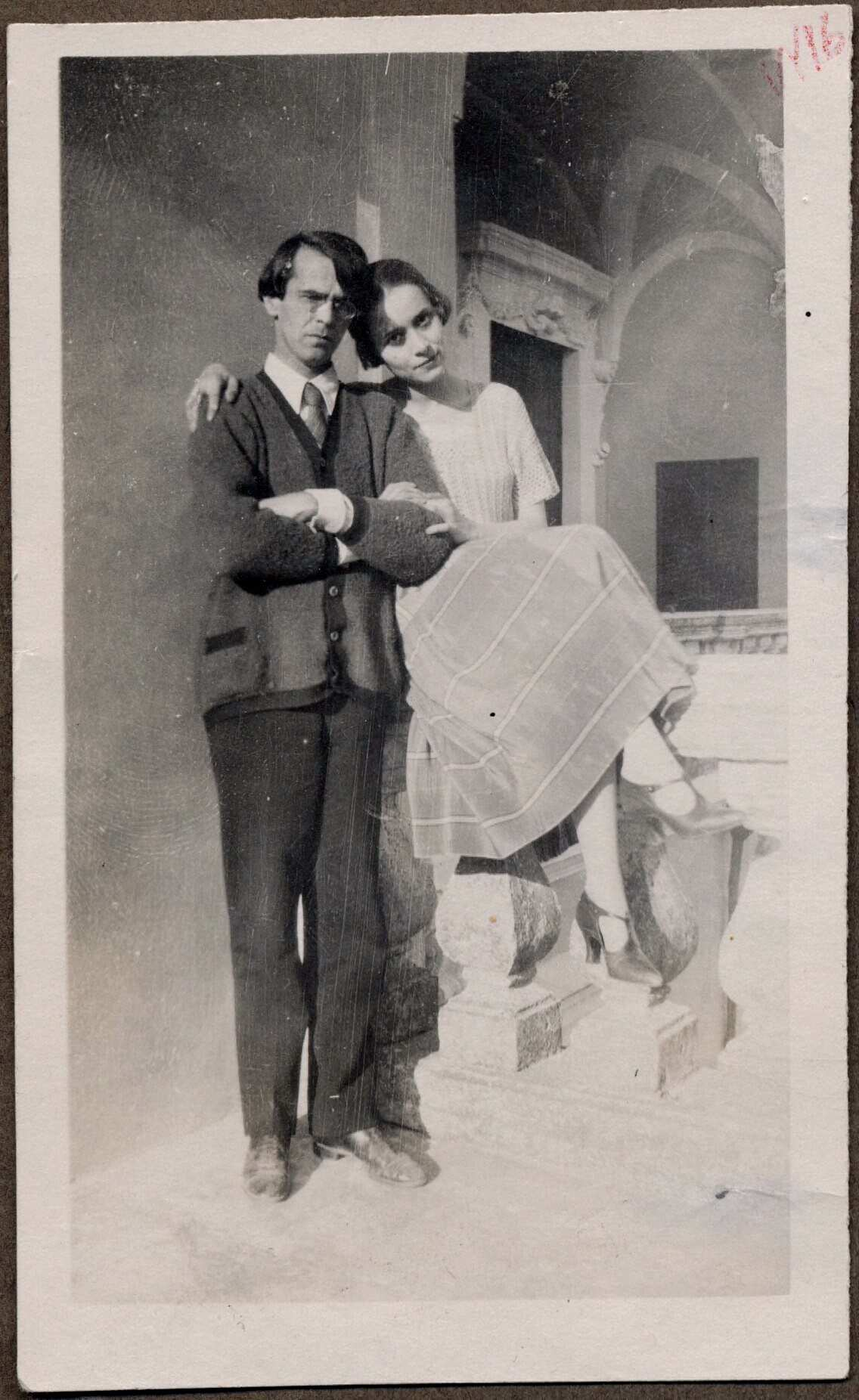
Wladislaw Chodassewitsch und seine Ehefrau Nina Nikolajewna Berberowa in der Villa des kommunistischen Schriftstellers Maxim Gorki in Sorrent (1925)

Wladislaw Felizianowitsch Chodassewitsch (russisch Владисла́в Фелициа́нович Ходасе́вич; * 16. Maijul. / 28. Mai 1886greg. in Moskau; † 14. Juni 1939 in Paris) ist einer der bedeutendsten russischen Lyriker des sogenannten Silbernen Zeitalters. Im deutschen Sprachraum ist Chodassewitsch bislang weitgehend unbekannt geblieben.

## Leben
Chodassewitsch war Lyriker, Prosaist, Übersetzer und Literaturkritiker. Er stammte aus einer polnischen Adelsfamilie, war jüdischer Herkunft und mit der Schriftstellerin Nina Berberowa verheiratet. Seine Mutter war Sofija Jakowlewna (1846–1911), die Tochter des russischen antisemitischen Publizisten Jakow Brafman (1824–1879), sein älterer Bruder Michail F. Chodassewitsch (1865–1925) ein bekannter russischer Anwalt. Chodassewitsch stand in Kontakt mit Waleri Brjussow, mit Maxim Gorki, auf dessen Einladung er sich in Sorrent aufhielt, und mit Andrei Bely, mit dem er in Berlin verkehrte und später brach. Chodassewitschs Gedichtbände Der Weg des Korns (Путём зерна, 1917), Schwere Leier (Тяжёлая лира, 1923) und der Zyklus Europäische Nacht (Европейская ночь, 1927) gehören zu den bedeutendsten lyrischen Werken in der russischen Literatur des 20. Jahrhunderts. Seine Kritiken förderten die Karriere des jungen Vladimir Nabokov, der Chodassewitsch in seiner Autobiographie ein respektvolles Denkmal setzte. Chodassewitsch schrieb außerdem eine 1931 erschienene Biographie über den russischen Schriftsteller Gawriil Derschawin (Державин, 1931, 2007 ins Englische, aber bislang noch nicht ins Deutsche übersetzt). Chodassewitschs Ehefrau Berberowa beschreibt in ihrer Autobiographie Ich komme aus St. Petersburg das Leben mit ihrem Mann in der Armut des Exils.
Chodassewitschs Leben war vom Exil geprägt: er lebte von Juni 1922 bis November 1923 in Berlin. Die Personalakte von Chodassewitsch und seiner Ehefrau Nina Berberowa (Akten des Reichskommissars für Überwachung der öffentlichen Ordnung) befindet sich im Militärarchiv zu Moskau (RGVA, Bestand 772k, Findbuch 3, Akte 497). 1923 emigrierte er nach Prag, anschließend nach Paris. 1932 erfolgte die Trennung von Berberowa. Kurz vor seinem Tod erschien seine Arbeit über Alexander Puschkin (О Пушкине, 1937). In seinem Erinnerungsbuch Necropolis (Некрополь, 1938) beschreibt Chodassewitsch seine Begegnungen mit bedeutenden Schriftstellern, neben Bely und Brussow auch mit Alexander Blok, Michail Gerschenzon (1869-1925), Nikolai Gumiljow, Fjodor Sologub und berichtet auch von den Hintergründen zur Entstehung des Romans Der feurige Engel (Огненный ангел, 1907–1908, dt. 1910) von Brjussow, der Vorlage für die Oper Der feurige Engel (1927) von Sergei Prokofjew. Das Buch erschien wenige Wochen vor seinem Tod. Chodassewitsch starb 1939 im Exil in Paris.

## Werke
- Europäische Nacht. Ausgewählte Gedichte. Deutsch von Kay Borowsky. Narr Verlag, Tübingen 1985, ISBN 978-3-87808-704-5.
  - Neuauflage: Europäische Nacht. Ausgewählte Gedichte 1907–1927. Zweisprachige Ausgabe; übersetzt von Adrian Wanner. Mit einem Essay von Vladimir Nabokov. Arco Verlag, Wuppertal 2014.
- Necropolis. Erinnerungen an das goldene Zeitalter. Aus dem Russischen von Eric Boerner. O. O. 2011.
- Nekropolis. Portraits, Essays, Erinnerungen. Herausgegeben und übersetzt von Frank Göbler; Nachwort von Alexei Makushinsky. Helmut Lang Verlag, Münster 2016.

## Briefe
- Sinaida Hippius: Verschiedener Glanz: Gedichte, Briefe an Nina Berberowa und Wladislaw Chodassewitsch. Aus dem Russischen von Kay Borowsky (Gedichte) und Johanne Peters (Briefe). Hrsg. von Siegfried Heinrichs. Oberbaum-Verlag, Berlin 2002 (deutsch/russisch).